# Marca de Bodonitsa

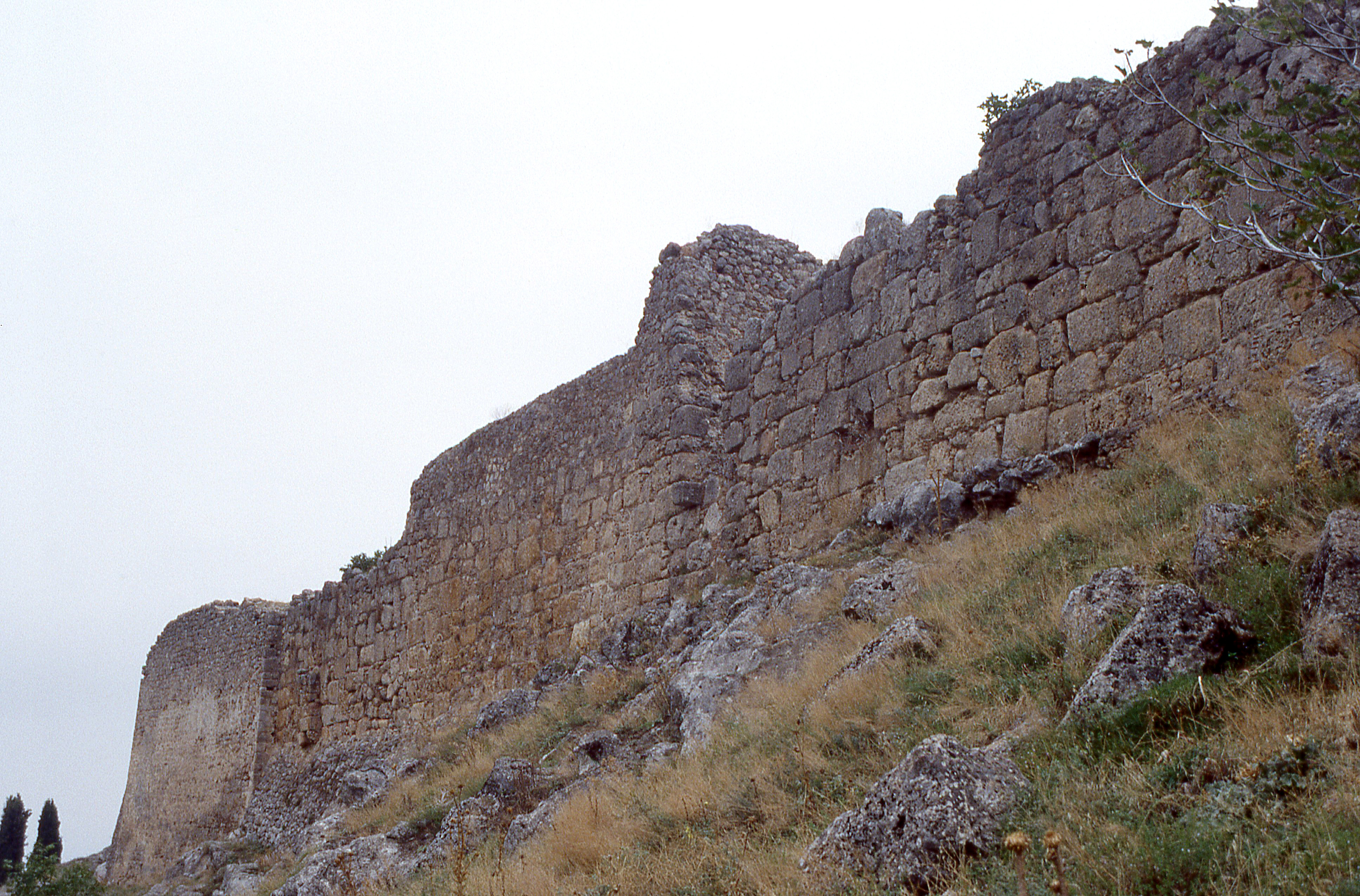
O Marco de Bodonitsa é bom(a) imagem.

Marca de Bodonitsa, também conhecido como Marquesado de Bodonitsa ou Vodonitsa ou ainda também Boudonitsa era um estado cruzado na Grécia. Era vassalo do reino de Tessalônica, estado criado logo após a conquista de Constantinopla pelos cruzados na Quarta Cruzada em 1204, que culminou com o desmembramento do Império Bizantino. Seu propósito original era guardar o desfiladeiro das Termópilas.

## História
A marca foi originalmente concedido como feudo para o marquês Guido Pallavicini, por Bonifácio de Monferrato, primeiro rei de Tessalônica, em 1204. O seu objetivo inicial era a proteção e guarda da passagem de Termópilas para o reino cruzado da Tessalônica, contra o Despotado do Epiro. A marca sobreviveu à queda do Reino de Tessalônica para o Despotado do Epiro em 1224. Então tornou-se vassalo do Principado de Acaia em 1248. Em 1311, a marca sofreu ataques e pilhagens da Companhia Catalã, um exército mercenário fundado e comandado por Rogério de Flor. Mais tarde foi governado sucessivamente pelas famílias venezianas dos Cornaro (até 1335) e dos Zorzi. A família  Zorzi dominou a marca até ser conquistado pelos turcos otomanos em 1414. Mesmo após a conquista da marca pelos otomanos, Nicolau II Zorzi o último marquês de Bodonitsa, continuou a utilizar o título de marquês. Mas o território nunca mais foi recuperado.

## Marqueses de Bodonitsa

### Dinastia Pallavicini
- Guido de Pallavicini (1204 - 1237)
- Ubertino Pallavicini (1237 – 1278), foi sucedido pela irmã Isabella
- Isabela Pallavicini (1278 – 1286), co-governou com o marido
  - Antônio, o Flamenco, (1278 – 1286), marido de Isabella
- Tomás Pallavicini (1286 - ????)
- Alberto Pallavicini (????- 1311)
  - Maria Dalle Carceri (1311 – 1323), esposa de Albert
    - Andrea Cornaro (1312 – 1323), 2º marido Maria
- Guglielma Pallavicini (1311 - 1358) co-governo com o marido
  - Bartolomeu Zaccaria (1327 – 1334), 1º marido de Guglielma

### Dinastia Zorzi
- Nicolau I Zorzi (1335 – 1345), 2º marido de Guglielma
- Francisco Zorzi (1345 - 1388)
- Jacob Zorzi (1388 - 1410)
- Nicolau II Zorzi (1410 - 1411)
- Nicolau III Zorzi (1411 - 1414)